# Danišovce
Danišovce (in ungherese Dénesfalva, in tedesco Densdorf) è un comune della Slovacchia facente parte del distretto di Spišská Nová Ves, nella regione di Košice.